# Ладыженский, Михаил Васильевич
Михаил Васильевич Ладыженский (1802—1875) — генерал-лейтенант, военный востоковед, тобольский губернатор, комендант Оренбурга.

## Биография
Родился в 1802 году в семье секунд-майора Василия Алексеевича Ладыженского. Из дворян Смоленской губернии, уроженец Московской губернии.
В 1819 году поступил в службу; в 1820 — прапорщик после окончания московского училища колонновожатых (под порядковым общим № 71, в списке выпускников — под № 11). Из училища вышел в Свиту Е. И. В. (Генеральный штаб), обер-квартирмейстер II пехотного корпуса (1820), подпоручик (1821), поручик (1823), штабс-капитан (1828). Отличился при военно-топографических работах и составлении генеральной карты Валахии, Болгарии и Румынии. 
Участник русско-турецкой войны 1828—1829 гг., за отличия в боях получил четыре ордена, подполковник (1829). 
В качестве пристава (начальника конвоя) сопровождал в Китай 11-ю Русскую Духовную миссию (1830—1831). Находясь в Китае, вел значительные топографические работы, провел глазомерную съемку всего маршрута миссии от русской границы до Пекина, инструментально снял план города Пекина и его окрестностей (первый профессионально составленный в России план китайской столицы). Из Пекина привез богатейшую этнографическую коллекцию, которая по Высочайшему повелению была приобретена Императорской Академией наук (китайский отдел Кунсткамеры). За труды в Китае Высочайше пожалован 2 тыс. червонцев. 
Полковник (1833), штаб-офицер в распоряжении военного министра (октябрь 1834), обер-квартирмейстер Сводного кавалерийского корпуса (декабрь 1834). В 1833—1838 гг. — адъюнкт-профессор, преподаватель военной истории и стратегии Николаевской военной академии. 
Затем служба его протекала, в основном, на востоке Российской империи, в Западной Сибири, где он занимал военные и административные должности по квартирмейстерской части и управлению территориями. И. д. пограничного начальника над Сибирскими киргизами (июль 1838), за отличие, оказанное в 1839 г. в делах против восставших казахов, награждён орденом Св. Станислава 2-й ст. с императорской короной (1840). 
Исполнял обязанности Тобольского гражданского губернатора (1840—1844). Председатель Оренбургской пограничной комиссии с производством в генерал-майоры (1844). В 1847 году награждён орденом Святого Георгия IV класса. Комендант Оренбурга (декабрь 1853); для особых поручений командира Отдельного Оренбургского корпуса, генерал-лейтенант (1858).
Уволен со службы по болезни (1865). Умер 30 июня 1875 года в Петербурге.
Был лично знаком с декабристом Штейнгейлем, сосланным в Тобольск, с Т. Г. Шевченко, служившим рядовым в Орской крепости.
Отец — секунд-майор Василий Алексеевич Ладыженский (1766—1836).
Жена — Марфа Дмитриевна